# Haplidus nitidus
Haplidus nitidus är en skalbaggsart som beskrevs av Chemsak och Linsley 1963. Haplidus nitidus ingår i släktet Haplidus och familjen långhorningar. Inga underarter finns listade i Catalogue of Life.